# Ermita de San Jorge (El Puig)
La ermita de San Jorge es un templo situado en el municipio de El Puig de la comarca de la Huerta Norte en la Comunidad Valenciana. Es un Bien de Relevancia Local, con identificador número 46.13.204-003.

## Historia
Se sitúa al lugar donde se produjo la Batalla del Puig en 1237 que abrió las puertas de la ciudad de Valencia a las tropas de Jaime I de Aragón y está dedicada a la figura de San Jorge,
Fue construida en 1631. En 1926 el Ayuntamiento de Valencia inició la restauración, que fue inaugurada el 9 de octubre de 1927 con una ceremonia religiosa y una procesión cívica hasta la ermita, que se repite cada año.

## Descripción
El lugar en el cual se encuentra la ermita tiene un claro interés paisajístico, con árboles monumentales y zonas ajardinadas.
Hay mosaicos alegóricos en el interior de la ermita de la batalla del Puig y una cruz recordando los caídos en el combate.